# Cosimo Alessandro Collini

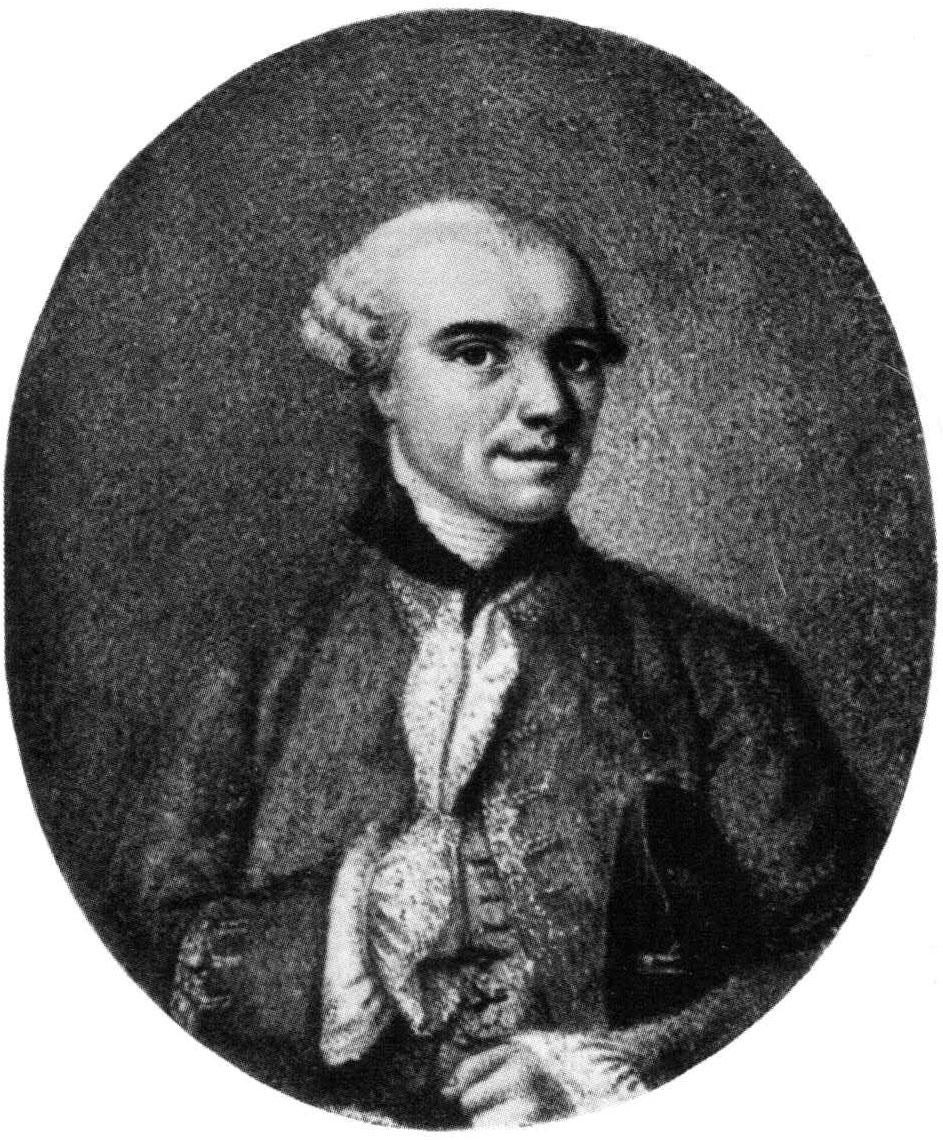
Cosimo Alessandro Collini

Cosimo Alessandro Collini (Florence, 14 oktober 1727 - Mannheim, 21 maart 1806) was een Florentijns-Pruisisch natuurvorser. Hij was vijf jaar lang secretaris van Voltaire en vanaf 1760 hofhistoriograaf en conservator van de natuurhistorische collectie aan het hof van Mannheim.

## Levensloop
Collini stamde uit een adellijke Florentijnse familie. Na een studie in de rechten migreerde hij om privéredenen over Chur (Zwitserland) naar Pruisen. In 1750 ontmoette hij in Berlijn de Franse filosoof en schrijver Voltaire, die hij tussen 1751 en 1756 als persoonlijk secretaris en voorlezer diende. In 1753 zorgde een ruzie tussen Voltaire en de Pruisische koning Frederik de Grote ervoor dat Voltaire en zijn gevolg in ongenade vielen en naar Frankfurt am Main vluchtten. Op verzoek van de koning werden ze daar korte tijd gevangengezet. Collini werd een nors karakter toegedicht en hij had voortdurend ruzie met Voltaires nicht, madame Denis. Na een ruzie met Voltaire werd eens een doorzoeking van Collini's kamer gelast op grond van de beschuldiging dat Collini een manuscript had verduisterd. Ondanks de ruzie zou de relatie met Voltaire later weer verbeteren. Collini publiceerde in 1761 een geschiedenis van Duitsland onder de naam Discours sur l´histoire d´Allemagne, waarbij hij steunde op materiaal dat hij bij de samenstelling van Voltaires Annales de l´empire had verzameld. In 1763 gaf hij ook de eerste druk van Voltaires toneelspel Olympie uit. Collini zou in 1807 onder de naam Mon séjour auprès de Voltaire postuum zijn ervaringen uit de tijd met Voltaire publiceren. Hij was een tegenstander van het fanatisme dat in de oorlogen na de Franse Revolutie en in de napoleontische oorlogen tot uiting kwam.
Tijdens zijn gevangenschap in Frankfurt ontving Collini een uitnodiging van Karl Theodor, keurvorst van de Palts. Vanaf 1760 zou hij aan het hof van deze vorst te Mannheim verblijven als secretaris en historiograaf. In 1763 werd Collini lid van de academie van wetenschappen van de Keur-Palts. Collini is tegenwoordig echter vooral bekend als curator van het naturaliënkabinet in Mannheim. In deze positie was hij de eerste die een pterosauriër (een uitgestorven vliegend reptiel) beschreef, in de vorm van een vrijwel compleet fossiel uit de Solnhofener kalksteen dat hem voor raadsels stelde. Zoals tijdens de Verlichting gangbaar was, geloofde Collini niet in fabeldieren, hij kon het fossiel echter ook niet toeschrijven aan een bekende diersoort. Het idee dat soorten uit kunnen sterven zou pas een aantal decennia later door de Franse natuurvorser Georges Cuvier worden geïntroduceerd.
Nadat keurvorst Karl-Theodor in 1778 ook koning van Beieren werd, verhuisde hij naar München. De neergang van het Mannheimer hof die dit tot gevolg had, zorgde ervoor dat Collini vanaf dat moment een teruggetrokken bestaan als geleerde leidde. In 1799 wist hij de opdeling van het naturaliënkabinet nog te voorkomen, maar vier jaar later werden de meeste objecten toch naar München overgebracht.